# Carlo Cerri
Carlo Cerri (Roma, 3 de setembro de 1611 - Roma, 14 de maio de 1690) foi um cardeal do século XVII

## Biografia
Nasceu em Roma em 3 de setembro de 1611.
Estudou na Universidade La Sapienza, em Roma, onde obteve o doutorado em Direito, em 1629.
Advogado consistista como coadjutor de seu pai, que se tornou, após a morte de sua esposa, prelado papal, promotor da fé e auditor geral do cardeal Francesco Barberini. Cânon do capítulo da patriarcal basílica vaticana no pontificado do Papa Urbano VIII (1623-1644). O cardeal Francesco Barberini, prefeito do Tribunal da Assinatura Apostólica, nomeou-o vigário desse tribunal. Auditor da Sagrada Rota Romana, 1639, por trinta anos, e depois decano do mesmo tribunal. Deputado da Saúde no pontificado do Papa Alexandre VII (1655-1667). Examinador de bispos.
Criado cardeal diácono no consistório de 29 de novembro de 1669. Participou do conclave de 1669-1670. Concedeu permissão para receber o presbitério fora das Têmporas, 3 de dezembro de 1669. Participou do conclave de 1669-1670, que elegeu o Papa Clemente X. Recebeu o barrete vermelho e a diaconia de S. Adriano, 19 de maio de 1670.
Eleito bispo de Ferrara e nomeado legado em Urbino, em 19 de maio de 1670. Consagrado, em 17 de agosto de 1670, em Roma, pelo cardeal Federico Sforza, auxiliado por Giuseppe Palermo, bispo de Conversano, e por Domenico Gianuzzi, bispo titular de Dioclea. Participou do conclave de 1676, que elegeu o Papa Inocêncio XI. Participou do conclave de 1689, que elegeu o Papa Alexandre VIII.
Morreu em Roma em 14 de maio de 1690, às 4 da manhã, em seu palácio romano. Exposto na igreja jesuíta de Santissimo Nome di Gesù , Roma, onde teve lugar o funeral, e sepultado na capela de S. Carlo na mesma igreja.